# Doamnă de onoare

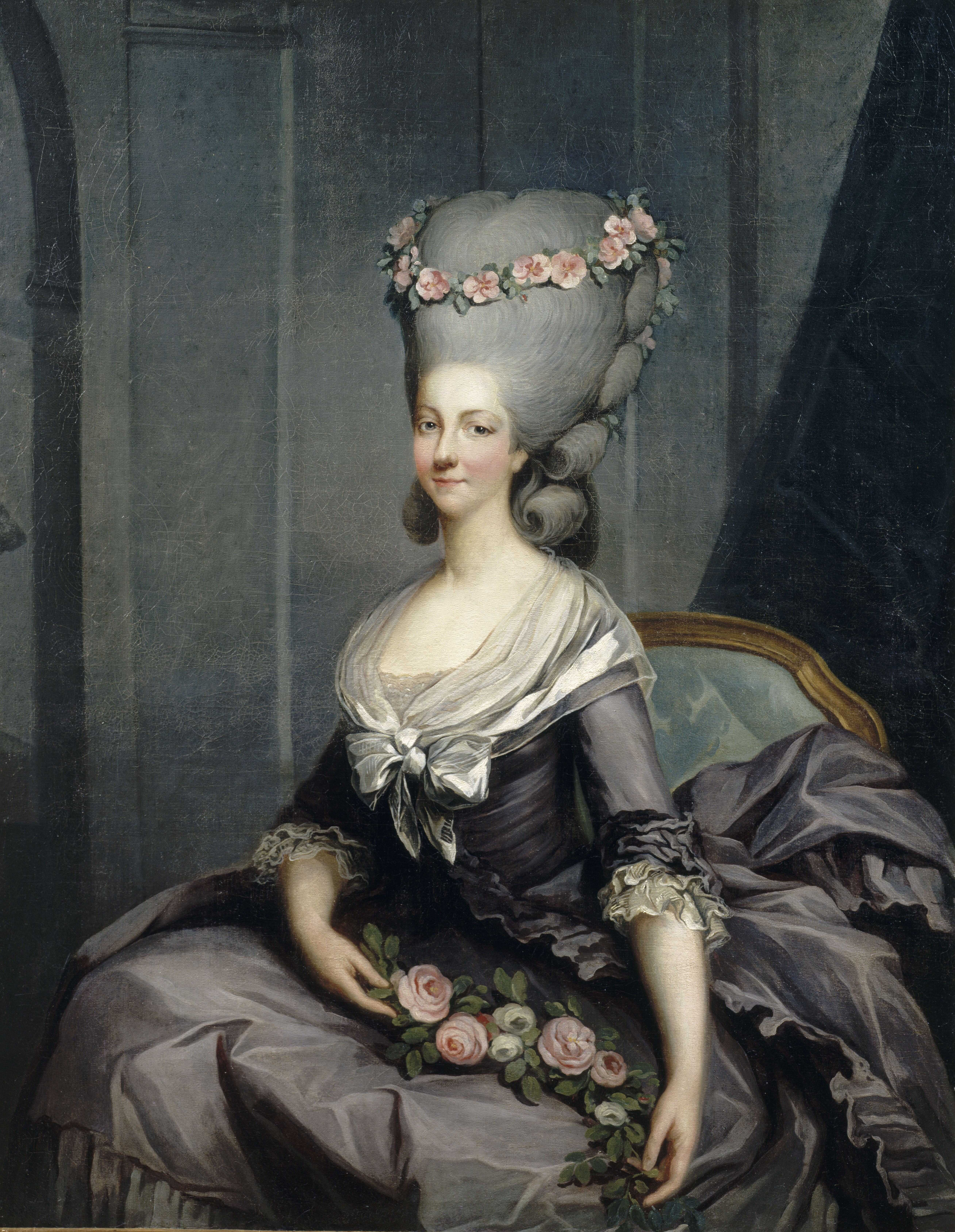
Prințesa Marie Louise de Savoia a fost doamnă de onoare a Reginei Maria Antoaneta

Doamnă de onoare este un titlu care se acordă unei femei (de regulă din aristocrație) care se află în serviciul unei prințese, al unei regine etc.
Deși nu face parte din aristocrație, ca recunoaștere a activităților umanitare în care a fost implicată, actrița Angelina Jolie a fost recompensată de Regina Elisabeta a II-a cu titlul de „Doamnă de onoare”.